# 訃報 2004年4月
訃報 2004年4月（ふほう 2004ねん4がつ）では、2004年（平成16年）4月中に物故した、又は物故が報じられた人物についてまとめる。

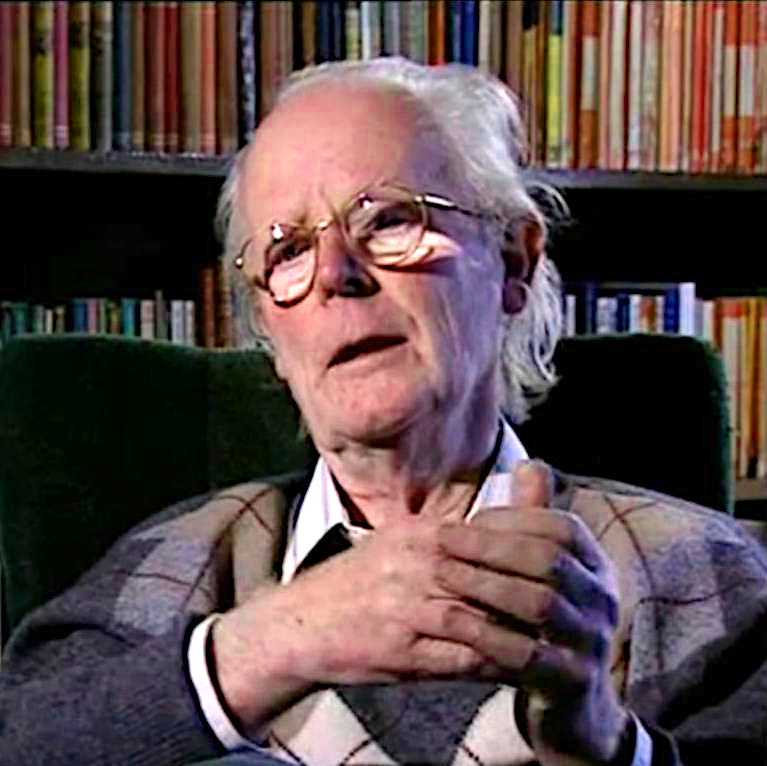
ジョン・メイナード＝スミス／4月19日没

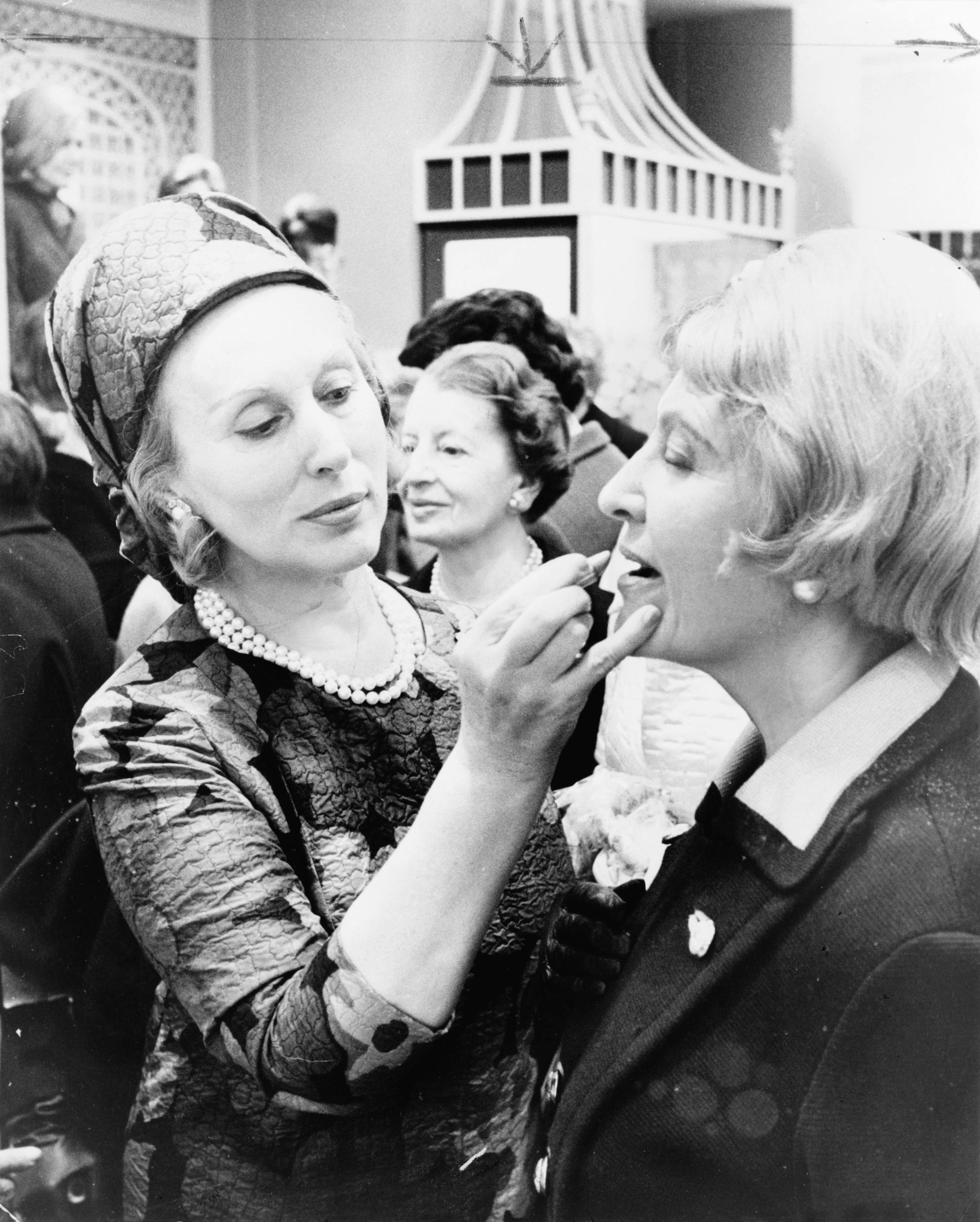
エスティ・ローダー（左）／4月24日没

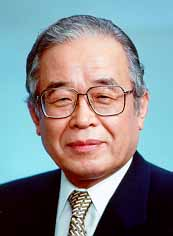
三塚博／4月25日没

## （1日 - 15日）
- 4月1日 - 中谷一郎、俳優（* 1930年）
- 4月2日 - 竹本貴志、騎手（* 1983年）
- 4月3日 - 由良三郎、作家、医学者（* 1921年）
- 4月6日 - 加山又造、日本画家（* 1927年）
- 4月6日 - 三代目三遊亭歌奴、落語家（* 1941年）
- 4月6日 - 篠田荘平、プロ野球選手（* 1942年）
- 4月7日 - 芦屋雁之助[1]、俳優・脚本家・演出家（* 1931年）
- 4月11日 - 斎藤高順、作曲家（* 1924年）
- 4月11日頃 - 鷺沢萠、作家（* 1968年）
- 4月12日 - 羽倉信也、銀行家（* 1919年）
- 4月15日 - 横山光輝、漫画家（* 1934年）

## （16日 - 30日）
- 4月16日 - 安田矩明、陸上競技選手、中京大学名誉教授（*1935年）[2][3]
- 4月17日 - アール・マイナー、文学研究者（* 1926年）
- 4月17日 - アブドゥルアズィーズ・アッ＝ランティースィー、パレスチナ解放運動組織ハマース指導者（* 1947年）
- 4月18日 - 桃井真、国際政治学者（* 1923年）
- 4月18日 - 野坂浩賢、政治家、元建設大臣・内閣官房長官（* 1924年）
- 4月19日 - ジョン・メイナード＝スミス、生物学者（* 1920年）
- 4月20日 - 竹内均、地球物理学者・東京大学名誉教授（* 1920年）
- 4月20日 - 石川緑、元プロ野球選手（* 1934年）
- 4月21日 - 藤田田、実業家・日本マクドナルド創業者（* 1926年）
- 4月23日 - 八百板正、政治家（* 1905年）
- 4月24日 - エスティ・ローダー、実業家・エスティ ローダー株式会社創業者（* 1906年）
- 4月25日 - 三塚博、元衆議院議員・自由民主党三塚派（清和会）会長（* 1927年）
- 4月29日 - 小鹿番、俳優（* 1932年）
- 4月29日 - 小田切成明、テレビディレクター（* 1934年）
- 4月30日 - ボリス・ペルガメンシコフ、チェリスト（* 1948年）